# Wesmaelius baikalensis
Wesmaelius baikalensis is een insect uit de familie van de bruine gaasvliegen (Hemerobiidae), die tot de orde netvleugeligen (Neuroptera) behoort. 
Wesmaelius baikalensis is voor het eerst wetenschappelijk beschreven door Navás in 1929.